# 二十三酸
二十三酸（Tricosylic acid）是一种拥有23个碳原子的长链饱和脂肪酸，化学式为CH3(CH2)21COOH。

## 自然出现
二十三酸自然存在于深裂号角树的叶子和茴香中。它也少量存在于各种其他植物的脂质中。